# Dudekemia hirsutus
Dudekemia hirsutus är en rundmaskart som beskrevs av James Bowie 1986. Dudekemia hirsutus ingår i släktet Dudekemia och familjen Rhigonematidae. Inga underarter finns listade i Catalogue of Life.